# Kislovodsk
Kislovodsk (en rus Кисловoдск, literalment 'd'aigua àcida') és una ciutat del krai de Stàvropol (Rússia). Es considera una ciutat balneari a causa de les nombroses fonts naturals que hi ha a prop.
A les acaballes del segle xix i començaments del xx, Kislovodsk fou una ciutat plena de músics, d'artiste i de membres de l'aristocràcia russa, on sovint es trobava l'escriptor i premi Nobel Aleksandr Soljenitsin i el compositor i director d'orquestra Vassili Safónov.

## Història
Al final del segle xviii les aigües termals de Kislovodsk van ser estudiades per Iakob Reïnerg (1785) i per Peter Simon Pallas (1793) entre d'altres. Llurs treballs van servir de base per a la creació de l'estació termal, el 1803, per decret del tsar Alexandre I. El 1823 es va començar ja la construcció d'un hotel i d'un parc. El 1893 va arribar a Kislovodsk el ferrocarril i el 1896 es va obrir una fàbrica d'embotellament d'aigua mineral. La ciutat també és coneguda per acollir durant la Primera Guerra Mundial els ferits i els invàlids de la guerra.
Durant les dècades de 1920 i 1930 l'estació termal va créixer amb noves instal·lacions de banys i clíniques, a més a més, hi van començar tot de recerques hidrogeològiques.
Durant la Segona Guerra Mundial la ciutat va ser ocupada per les forces nazis, període durant el qual la ciutat va quedar destruïda.